# Chrysopilus gratiosus
Chrysopilus gratiosus är en tvåvingeart som beskrevs av Paramonov 1962. Chrysopilus gratiosus ingår i släktet Chrysopilus och familjen snäppflugor. Inga underarter finns listade i Catalogue of Life.